# 雷鳴山の秘宝
『雷鳴山の秘宝』（原題：Thunderdelve Mountain）は、1985年にダンジョンズ&ドラゴンズ・ファンタジー・ロールプレイングゲームのベーシックD&D向けに出版された、1人プレイ用冒険モジュールである。

## プロット概要
『雷鳴山の秘宝』は、中レベルのドワーフの作成済みプレイヤーキャラクターを使用する1人プレイ用シナリオで、ねぐらにいるレッドドラゴンを倒す任務が含まれている。このモジュールには、新たなモンスターと、グループで行なうアドベンチャーとしてシナリオを実行するための指示が記載されている。
作成済みプレイヤーキャラクターは6人用意されており、全員が7～9レベルのドワーフである。プレイヤーキャラクターは、衰微したドワーフ氏族の氏族長から彼の養女の救出を依頼され、50年前に炎の大蛇によって占拠された、その氏族の要塞に向かう。

## 出版履歴
XS2 『雷鳴山の秘宝』はウィリアム・カールソンが執筆、表紙イラストはラリー・エルモアが担当し、1985年にTSRによって、外装カバー付きの40ページの中綴じ冊子として出版された。
本文イラストはマリオ・マカリが担当した。1991年に新和が日本語版を出版した。